# فرانكلين فيربانكس
فرانكلين فيربانكس (بالإنجليزية: Franklin Fairbanks)‏ هو ضابط وسياسي أمريكي، ولد في 18 يونيو 1828، وتوفي في 24 أبريل 1895. حزبياً، نشط في الحزب الجمهوري. وقد انتخب عضو مجلس نواب فيرمونت.